# Jagd auf die Poseidon
Jagd auf die Poseidon (Originaltitel: Beyond the Poseidon Adventure) ist ein US-amerikanischer Abenteuerfilm aus dem Jahr 1979. Er ist eine Fortsetzung des Katastrophenfilms Die Höllenfahrt der Poseidon aus dem Jahr 1972. Regie führte Irwin Allen, das Drehbuch schrieb Nelson Gidding anhand des Romans Der Untergang der „Poseidon“ (Originaltitel: Beyond the Poseidon Adventure) von Paul Gallico.
Der Film wurde in den Warner Brothers Burbank Studios in Burbank (Kalifornien) gedreht, das Produktionsunternehmen war Warner Bros. Deutscher Kinostart war am 14. September 1979.

## Handlung
Der etwas heruntergekommene Kapitän Mike Turner reist gemeinsam mit seinem alten Freund Wilbur Hubbard und der jungen Celeste Whitman zum im Mittelmeer gekenterten Kreuzfahrtschiff Poseidon. Ziel der drei ist es, Zugang zum Büro des Zahlmeisters zu erhalten und die dort befindlichen Juwelen in ihren Besitz zu bringen. An der Unglücksstelle treffen die drei auf das modern ausgerüstete Team des eleganten Stefan Svevo. Beide geben vor, nach Überlebenden zu suchen. Sowohl Turners als auch Svevos Mannschaft verschaffen sich Zutritt zum dank einer Luftblase kieloben treibenden Schiff.
Turner und seine Crew erreichen das Zahlmeisterbüro und plündern den Safe. Auch treffen sie bald auf erste Überlebende der Katastrophe. Dazu zählt der temperamentvolle Passagier Frank Mazzetti, der während des Unglücks seine Tochter Theresa aus den Augen verloren hat, die attraktive und mysteriöse Suzanne, der Weinkellner Dewey Hopkins, der sich als weltmännischer Millionär ausgibt, um gerettet zu werden, sowie die Schiffskrankenschwester Gina Rowe und das ältere Ehepaar Meredith. Harold Meredith ist blind und auf fremde Hilfe angewiesen. Auch stößt die Gruppe auf die vermisste Theresa und ihren jugendlichen Freund, den Fahrstuhlführer Larry Simpson, die sich ihr anschließen.
Svevo entpuppt sich im Laufe der „Rettungsaktion“ als Terrorist, der das Unglück mit Hilfe der Passagierin Suzanne herbeigeführt hat. Sein Ziel war es, an eine auf dem Schiff transportierte Ladung mit Plutonium heranzukommen. Er lässt seine Gehilfin töten und plant, auch Turner, Wilbur, Celeste und die überlebenden Passagiere als unfreiwillige Mitwisser zu beseitigen. Turner und Celeste gelingt es jedoch, mit einer Handvoll Überlebender aus dem Wrack zu entkommen, das durch Explosionen und einströmendes Wasser immer weiter sinkt. Der kranke Wilbur, Mazzetti, Hannah Meredith und Dewey kommen dabei ums Leben. Auch Svevo und sein Team ereilt der Tod, als das Schiff explodiert. Mike Turner, der sich in Celeste verliebt hat, reist mit ihr, einem Teil der erbeuteten Juwelen und den restlichen Überlebenden in Richtung Athen.

## Kritiken
„Besonders in der Tricktechnik ein sanfter Nachläufer der Katastrophenfilme der siebziger Jahre. Die Zeichnung der Figuren folgt allzu oberflächlich den gängigen Klischees. Als Action-Abenteuer jedoch streckenweise amüsant.“

„Bemerkenswert an diesem miserablen Aufguss ist, dass Michael Caine die ganze Zeit ernst bleibt. — Der Plot säuft schneller ab als der Kahn.“